# Tour de Blackpool
 (décembre 2014).
Si vous disposez d'ouvrages ou d'articles de référence ou si vous connaissez des sites web de qualité traitant du thème abordé ici, merci de compléter l'article en donnant les références utiles à sa vérifiabilité et en les liant à la section « Notes et références ».
 (octobre 2016).
Améliorez-le ou discutez des points à vérifier. 
La tour de Blackpool est une attraction touristique située à Blackpool, dans le Lancashire en Angleterre du nord. Elle est inspirée par la tour Eiffel à Paris et atteint 158 m de haut. Elle a coûté 42 000 £ et a été ouverte au public le 14 mai 1894.

## Histoire

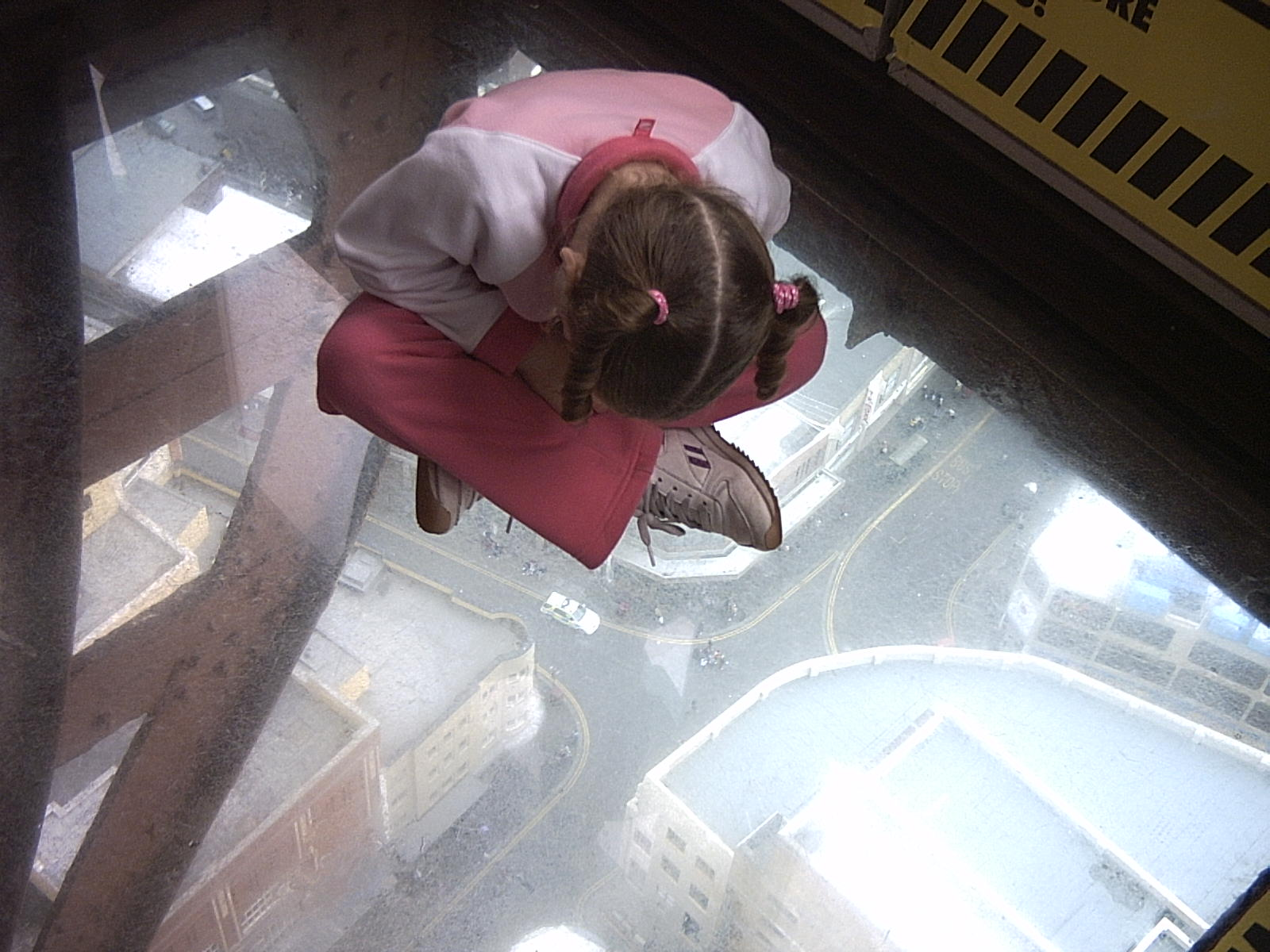
Un enfant regarde par le plancher en verre de la tour.

L'idée de la construction d'une tour est venue quand le maire de Blackpool, John Bickerstaffe, a chargé une commission de la conception d'un nouveau monument phare pour sa ville. En 1891, il a investi 2 000 £ de son propre argent pour former (avec d'autres investisseurs locaux) la Blackpool Tower Company qui a géré le bâtiment jusqu'en 1964. La conception est due à des architectes locaux, James Maxwell et Charles Tuke, qui ont conçu le bâtiment et mené à bien la construction des fondations. Tous deux sont morts peu avant l'ouverture, en 1894. Le coût global de la tour (conception et construction) s'est élevé à 300 000 £ (l'équivalent d'environ 21 millions de £ d'aujourd'hui). Les touristes paient alors 6 pences l'entrée, 6 pences pour emprunter les ascenseurs et 6 pences pour l'entrée du cirque.
La partie la plus ancienne de la tour est l'aquarium, qui est 20 ans plus vieux que le bâtiment externe. L'aquarium était si populaire qu'on a décidé de ne pas le démolir, mais de construire simplement la tour autour de lui. La salle de bal de la tour a été construite pendant les années 1897-1898 par Matcham et ouverte en mai 1899. Elle a été commandée par la compagnie de tour en réponse à l'ouverture de la salle de bal de l'impératrice, dans les jardins d'hiver. La salle de bal était précédemment le pavillon de tour, qui était beaucoup plus petit et occupait l'arrière du complexe de la tour. En 1900, la tour a été restaurée. 

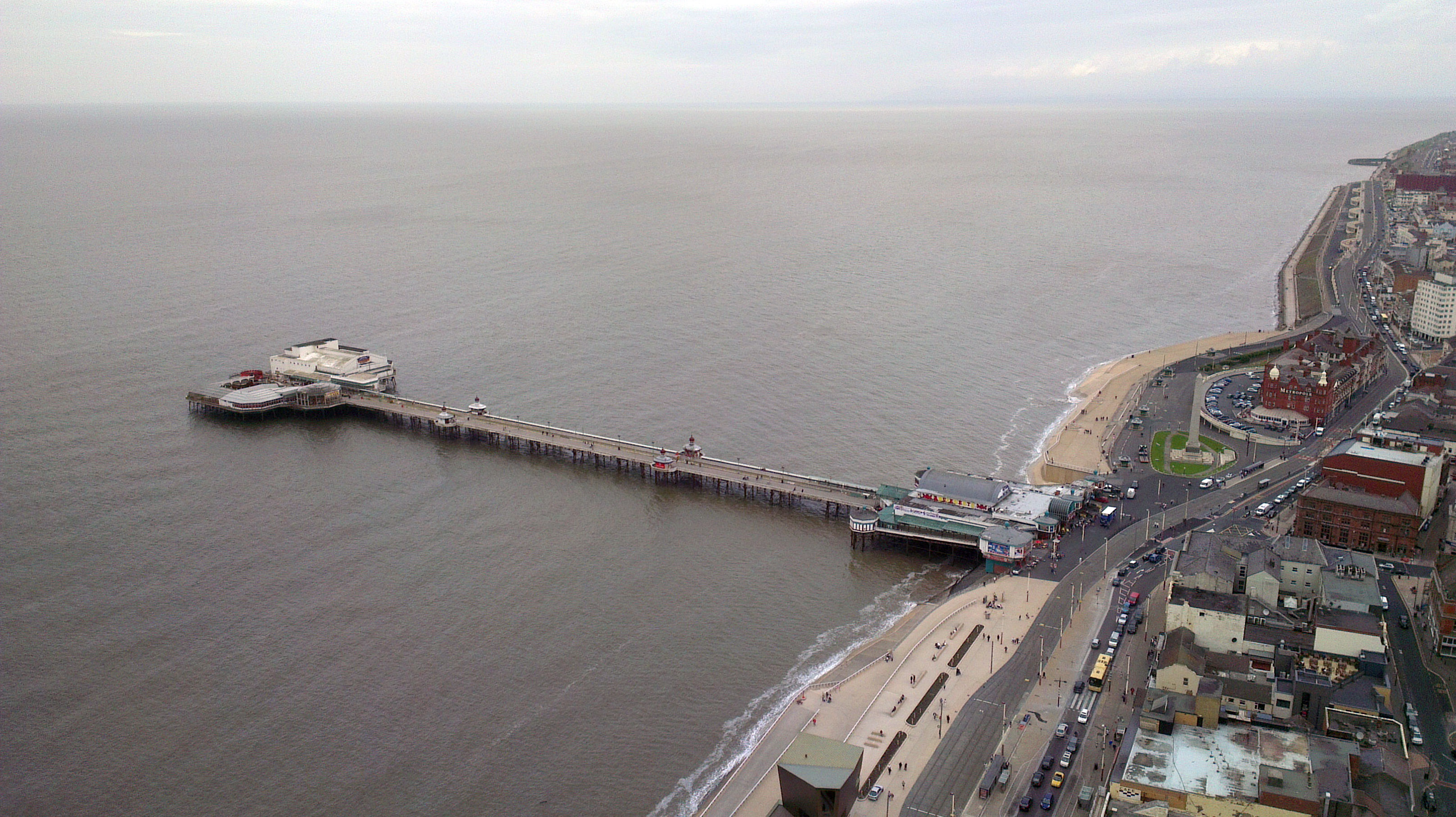
Vue sur le North Pier depuis la Tour de Blackpool

Pendant la deuxième guerre mondiale, la tour a été employée pendant un certain temps comme station de radar de la RAF et a été connue à ce moment-là sous le nom de RAF Tower.
Elle fut jusqu'en 2010 la propriété de Trevor Hemmings. Début 2010, la ville de Blackpool a racheté le complexe de la Tour de Blackpool ainsi que Louis Tussaud’s Waxworks, un musée de cire situé à proximité et en a confié la gestion à Merlin Entertainments. Au pied de la tour se trouve le Blackpool Tower Aquarium. Le groupe prévoit de transformer celui-ci en une exposition ludiques sur le thème médiéval, Blackpool Tower Dungeon sur l'exemple du London Dungeon. Le musée de cire deviendrait Madame Tussauds et concernant la tour, Merlin va mettre à profit son expérience de la gestion de British Airways London Eye, notamment en y incluant un cinéma 4-D,.

## Description
À la différence de la tour Eiffel, elle n'est pas tout à fait dégagée à sa base : celle-ci est cachée par un bâtiment. Le niveau supérieur permet de voir une grande partie du Lancashire, du sud de la Cumbria, du nord du Pays de Galles, et de l'île de Man. Deux autres plateformes et le "sommet" ne sont accessibles que pour le personnel. De la plateforme inférieure, les visiteurs peuvent regarder vers le sol à travers un plancher de verre. Le sommet est surmonté d'un mât.
La tour a des émetteurs pour la station locale de radio. Les services nationaux et régionaux de FM n'emploient pas la tour, puisque Blackpool est couvert en juste proportion par les émetteurs intérieurs. La tour est habituellement peinte en rouge foncé, mais pendant son année centenaire (1994), elle a été peinte en doré. La tour possède un feu fixe rouge pour la navigation maritime .

### Orgue de cinéma
Dans la salle de bal, est installé depuis 1929 un « orgue de cinéma » de marque Wurlitzer, dont Reginald Dixon (en) fut le principal titulaire de 1930 à 1970, suivi de son « élève », Phil Kelsall (en), depuis 1977, qui continue d'être le principal interprète.
Chacun de ces deux artistes ont effectué de nombreux disques, puis vidéos. La reine Élisabeth II assista à l'un des concerts de Phil Kelsall.
Arnold Loxam joue aussi régulièrement sur cet orgue.